# Tragidion densiventre
Tragidion densiventre är en skalbaggsart som beskrevs av Thomas Casey 1912. Tragidion densiventre ingår i släktet Tragidion och familjen långhorningar. Inga underarter finns listade i Catalogue of Life.